# Mnet
Mnet (acrônimo de Music Network) é um canal de televisão por assinatura sul-coreano fundado em 1o de março de 1995. É propriedade da CJ ENM, uma subsidiária do CJ Group.
O CJ E&M Center Studio localizado em Sangam-dong, Mapo-gu, Seul é o centro de transmissão e gravação de muitos programas Mnet com um público de estúdio, ou seja, o show de música semanal ao vivo M Countdown. Também é palco de apresentações ao vivo em programas de sobrevivência como Show Me the Money, Unpretty Rapstar, Produce 101 (primeira e segunda temporadas), Idol School, Produce 48 e Produce X 101. O site global chamado Mnet Global mudou para MWave em abril de 2013. Outros sites da Mnet não são afetados com a alteração.

## Slogans
| Ano                                                            | Slogan                              | Hangul                  |
| -------------------------------------------------------------- | ----------------------------------- | ----------------------- |
| 1995–1999                                                      | South Korea music channel m.net     | 한국의 음악채널 m.net   |
| 2000–2001                                                      | Channel in my mind m.net            | 내 마음속의 채널 m.net  |
| 2001–2003                                                      | Korean music channel m.net          | 한국인의 음악채널 m.net |
| 2003–2004, 2007–2008                                           | Enjoy It! m.net                     | 즐겨봐! m.net           |
| January 2005–July 2005                                         | m.net 10th anniversary, full m.net! | m.net 10년, 완전엠넷!   |
| July 2005–2007                                                 | Hello, my name is Mnet!             |                         |
| 2008–2010                                                      | Beyond music                        |                         |
| 2010–2011                                                      | All about 20's                      |                         |
| 2011–2013, 2013 – dezembro de 2016 (Still in use; main slogan) | Music makes one                     |                         |
| abril-7 de outubro de 2013                                     | Jump! Mnet                          | juMp! 엠넷              |
| janeiro de 2014 – dezembro de 2016                             | KPop makes one                      |                         |
| janeiro de 2017 – janeiro de 2019                              | Move me, move the world, moveMnet   |                         |
| junho de 2018 – janeiro de 2019                                | Mnet makes new K-pop star & trends  |                         |
| janeiro de 2019 – presente                                     | We Are K-POP                        |                         |

## Programas

### Programação atual
•  Boys Planet 
- Somebody
- Not the Same Person You Used to Know
- I Can See Your Voice 6
- High School Rapper 3
- TMI News
- naturereality
- One Dream.TXT (co-produzida pelo Big Hit Entertainment)

#### Programas de música
- M Countdown
- Daily Music Talk
- M Evening
- Live on M
- MUSICEXPRESS
- MUSIC X CURATION
- MPD MUSIC TALK
- MPD Music Video Commentary
- M2 Today's Song Weekly Chart
- Mnet Present
- M Super Concert

#### Eventos especiais
- Asia Song Festival
- American Music Award
- Billboard Music Award
- Gaon Chart Music Awards
- Grammy Award
- idolCON
- Style Icon Asia

Prêmios
- Mnet Asian Music Awards (1999–presente)
- M2 X Genie Music Awards (2019)